# Usbekische Fußballnationalmannschaft (U-20-Männer)
Die usbekische U-20-Fußballnationalmannschaft ist eine Auswahlmannschaft usbekischer Fußballspieler. Sie unterliegt der Oʻzbekiston Futbol Federatsiyasi und repräsentiert sie international auf U-20-Ebene, etwa in Freundschaftsspielen gegen die Auswahlmannschaften anderer nationaler Verbände oder bei U-20-Weltmeisterschaften und U-19-Asienmeisterschaften.
Bei der WM 2013 erreichte die Mannschaft das Viertelfinale, 2003 und 2009 war sie jeweils in der Gruppenphase ausgeschieden.
Ihr größter Erfolg bei Asienmeisterschaften war der Turniersieg 2023. 2008 belegte sie den zweiten Platz, 2002 wurde sie Vierter, 2012 schied sie im Halbfinale aus.
Vor 1992 spielten usbekische Fußballspieler in der sowjetischen U-20-Nationalmannschaft.

## Teilnahme an U-20-Weltmeisterschaften
| 1993 | nicht teilgenommen |
| 1995 | nicht qualifiziert |
| 1997 | nicht qualifiziert |
| 1999 | nicht qualifiziert |
| 2001 | nicht qualifiziert |
| 2003 | Vorrunde           |
| 2005 | nicht qualifiziert |
| 2007 | nicht qualifiziert |
| 2009 | Vorrunde           |
| 2011 | nicht qualifiziert |
| 2013 | Viertelfinale      |
| 2015 | Viertelfinale      |
| 2017 | nicht qualifiziert |
| 2019 | nicht qualifiziert |
| 2021 | abgesagt           |
| 2023 | Achtelfinale       |

## Teilnahme an U-19-Asienmeisterschaften
(bis 2006 Junioren-Asienmeisterschaft)
| 1992 | nicht teilgenommen |
| 1994 | nicht qualifiziert |
| 1996 | nicht qualifiziert |
| 1998 | nicht qualifiziert |
| 2000 | nicht qualifiziert |
| 2002 | 4. Platz           |
| 2004 | Viertelfinale      |
| 2006 | nicht qualifiziert |
| 2008 | 2. Platz           |
| 2010 | Viertelfinale      |
| 2012 | Halbfinale         |
| 2014 | Halbfinale         |
| 2016 | Viertelfinale      |
| 2018 | nicht qualifiziert |
| 2021 | Turnier abgesagt   |
| 2023 | Sieger             |

## Ehemalige Spieler
- Eldorbek Suyunov (2010–2011, A-Nationalspieler)
- Egor Krimets (2010, A-Nationalspieler)
- Abror Ismoilov (2018, A-Nationalspieler)
- Sharof Mukhiddinov (2015–2016, A-Nationalspieler)
- Jasurbek Jaloliddinov (2018, A-Nationalspieler)
- Igor Sergeyev (2012–2013, A-Nationalspieler)
- Bobur Abdikholikov (2016, A-Nationalspieler)
- Islom Toʻxtaxoʻjayev (A-Nationalspieler)
- Eldor Shomurodov (2014–2015, A-Nationalspieler)
- Lutfulla Turaev (A-Nationalspieler)
- Dostonbek Hamdamov (2014–2015, A-Nationalspieler)
- Jamshid Iskanderov (2011–2013, A-Nationalspieler)
- Jaloliddin Masharipov (2013, A-Nationalspieler)
- Otabek Shukurov (2015, A-Nationalspieler)
- Sardor Mirzayev (2009, A-Nationalspieler)
- Fozil Musayev (2007–2008, A-Nationalspieler)
- Ilyas Zetulayev (1998–2001, A-Nationalspieler)